# Praefurnium
Dans la Rome antique, le praefurnium désigne la partie des thermes assurant le chauffage des pièces chaudes ou tièdes, le caldarium, le tepidarium, le laconicum (étuve sèche) et le sudatorium (étuve humide). Le praefurnium est la pièce (proche du caldarium) dans laquelle s'ouvre le fourneau (hypocausis), entretenu par des esclaves, qui chauffe l'eau. D'une des parois du fourneau sort un gros tuyau, appelé vaporarium, par lequel l'air chaud se répand sous le pavement suspendu sur des piles souvent faites de briques (suspensurae), puis dans les canalisations (tubes de terre cuite ou briques creuses) installées dans les murs. L'invention ou l'amélioration du pavement suspendu était attribuée à Caius Sergius Orata, au Ier siècle av. J.-C. ; les canalisations murales (parietes tubulati) étaient sans doute un peu plus récentes. Sénèque parle de ces innovations techniques comme de choses récentes : « Enfin, certaines de nos innovations sont suffisamment récentes pour que nous ayons en mémoire leur apparition…, c'est le cas des pavements suspendus et des tuyaux insérés dans les murs, grâce auxquels la chaleur se répand tout autour et réchauffe de manière égale le bas et le haut des pièces. »